# Навозные мухи
Навозные мухи (лат. Scathophagidae) — семейство насекомых из подотряда короткоусых отряда двукрылых.

## Распространение
Распространены преимущественно в Голарктике. Всего несколько видов встречаются в Южной Африке и высокогорьях Восточной Африки, в Андах и в Ориентальной области до Малайзии. Отсутствуют в Австралии. В Палеарктике 39 родов и 232 вида.

## Описание
В основании крыла хорошо развита только одна чешуйка. Тело нередко имеет густой покров из длинных волосков (у обычных видов рыжего цвета). Брюшко, как правило, цилиндрической формы. Обитатели разнообразных влажных условий (низменные леса, горные луга, прибрежная растительность, болота и торфяники, южная тундра). Среди имаго встречаются хищники, сапрофаги, копрофаги, несколько арктических видов обнаружены на мёртвых животных. Личинки, как правило, фитофаги, минируют листья.

## Систематика
Scathophagidae вместе с мухами из семейств Fanniidae, Muscidae и Anthomyiidae составляют надсемейство Muscoidea в составе Calyptratae. Позиция Scathophagidae внутри Muscoidea обсуждается и они рассматриваются или (i) как сестринская группа к Anthomyiidae (Bernasconi et al. 2000a), или (ii) как сестринская группа ко всем остальным Muscoidea (Mcalpin & Wood 1989), или (iii) как субклада в ранге подсемейства в составе Muscidae или Anthomyiidae (Hackman 1956; Vockeroth 1956, 1965, 1989).

### Классификация
Насчитывает 420 видов из 58 родов. Пять родов выделяют в подсемейство Delininae (Americina, Delina, Leptopa, Mirekiana, Micropselapha).
- Acanthocnema
- Acerocnema
- Aceronema
- Allomyella
- Amaurosoma
- Americina
- Bostrichopyga
- Bucephalina
- Cerastinostoma
- Ceratinostoma
- Chaetosa
- Cleigastra
- Cochliarium
- Conisternum
- Cordilura
- Cordylurella
- Cosmetopus
- Delina
- Ernoneura
- Eupteromyia
- Gimnomera
- Gonarcticus
- Gonatherus
- Gymnomera
- Hexamitocera
- Huckettia
- Hydromyza
- Jezekia
- Langechristia
- Leptopa
- Megaphthalma
- Megaphthalmoides
- Mirekiana[6]
- Milania[5].
- Microprosopa
- Micropselapha
- Miroslava
- Mixocordylura
- Nanna
- Neochirosia
- Neorthacheta
- Norellia
- Norellisoma
- Okeniella
- Orchidophaga
- Orthacheta
- Paracosmetopus
- Parallelomma
- Phrosia
- Plethochaeta
- Pleurochaetella
- Pogonota
- Sargella
- Scathophaga
- Scatogera
- Spathephilus
- Spaziphora
- Staegeria
- Suwaia
- Trichopalpus

## Палеонтология
Сравнительно молодое семейство. Самые древние ископаемые остатки, относимые к виду Cordilura exhumata (Cockerell, 1916), находили в эоценовых отложениях в Колорадо (США),